# Douglas Kennedy (escritor)
Douglas Kennedy (Nueva York, 1 de enero de 1955) es un escritor estadounidense.

## Biografía
Nació en la ciudad de Nueva York en 1955, hijo de un corredor de materias primas y una asistente de producción de la NBC. Se educó en The Collegiate School y se graduó con una licenciatura magna cum laude del Bowdoin College en 1976. También pasó un año estudiando en el Trinity College Dublin. Regresó a Nueva York en 1976 y pasó varios meses sin éxito trabajando como director de escena en varios teatros off-Broadway (fuera de Broadway). En marzo de 1977 decidió pasar un par de semanas visitando amigos en Dublín. 
A los pocos días de regresar a Dublín en la primavera de 1977, Douglas ayudó a cofundar una compañía de teatro -Stage One- que comenzó su temporada inicial ese verano. Después de la tercera temporada de Stage One se unió al Teatro Nacional de Irlanda, el Abbey Theatre, como administrador de su teatro experimental, The Peacock. A la edad de 28 años, renunció a The Peacock para poder dedicarse a tiempo completo a la escritura. Después de varias obras de radio para la BBC y una obra de teatro, decidió cambiar de dirección y escribió su primer libro, un relato narrativo de sus viajes por Egipto llamado Más allá de las Pirámides, que se publicó en 1988. Kennedy y su entonces esposa se mudaron a Londres ese año, donde expandió su trabajo periodístico, escribiendo para The Sunday Times, The Sunday Telegraph, The Listener, The New Statesman, y las ediciones británicas de Esquire y GQ.
Es autor de doce novelas, incluyendo los bestsellers internacionales The Big Picture, En busca de la felicidad, Leaving the World y El momento en que cambió todo. En España, el Grupo RBA publicó la obra de Kennedy convirtiéndolo en autor bestseller a nivel nacional. La editorial Arpa, afincada en Barcelona, recuperó su obra en 2018. Además, en 2021, Arpa publicará su última novela Isabelle in the Afternoon. 
Se han vendido más de 14 millones de copias de sus libros en todo el mundo y su obra ha sido traducida a veintidós idiomas. Las novelas de Kennedy se escriben a menudo en paisajes europeos, y han sido particularmente aclamadas y amadas en Francia; su novela, La vida empieza hoy, publicada en abril de 2013, se convirtió en el número 1 de los más vendidos en Francia, al igual que su anterior novela, El momento en que todo cambió. 
Recibió la condecoración francesa Caballero de la Orden de las Artes y las Letras en 2007. En noviembre de 2009, recibió el primer Grand Prix du Figaro, otorgado por el periódico Le Figaro.
Perfectamente francófono, vive entre Londres, París, Berlín y Maine.

## Obras

### No-ficción
- Beyond the Pyramids: Travels in Egypt (1988) — Más allá de las pirámides: Viajes por el Egipto desconocido; Ediciones B, Barcelona (1998)
- In God's Country: Travels in the Bible Belt (1989)
- Chasing Mammon: Travels in the Pursuit of Money (1992)

### Ficción
- The Dead Heart (1994)
- The Big Picture (1997)
- The Job (1998)
- The Pursuit of Happiness (2001) — En busca de la felicidad, trad.: Esther Roig; Arpa, Barcelona (2019)
- A Special Relationship (2003) — Una relación especial, trad.: Esther Roig; Arpa, Barcelona (2021)
- State of the Union (2005)
- Temptation (2006) — Tentación, trad.: Esther Roig; RBA, Barcelona (2007)
- The Woman in the Fifth (2007) — La mujer del quinto distrito, trad.: Sandra Campos; RBA, Barcelona (2007)
- Leaving the World (2010) — Abandonar el mundo, trad.: Jaume Antoni Puigros; RBA, Barcelona (2014)
- The Moment (2011) — El momento en que todo cambió, trad.: Claudia Conde; Editorial Planeta, Barcelona (2012)
- Five Days (2013) — La vida empieza hoy, trad.: Montse Triviño; Editorial Planeta, Barcelona (2014)
- The Heat of Betrayal (2015) aka "The Blue Hour"
- The Great Wide Open (2019) — La sinfonia del azar, trad.: Àlex Guàrdia; Arpa, Barcelona (2019)

### Adaptación de sus obras
Películas
The Dead Heart fue la base de la película de 1997 Welcome to Woop Woop. La segunda novela de Kennedy, The Big Picture, un bestseller del New York Times, fue una oscura exploración de la identidad y el auto-entrenamiento en los suburbios de Connecticut. Fue adaptada como una película francesa (L'Homme qui voulait vivre sa vie) y estrenada en los cines en 2010, protagonizada por Romain Duris y Catherine Deneuve.
The Woman in the Fifth, la historia de un asediado profesor que se enamora de una extraña mujer que no es la persona que parece, también fue adaptada al cine y se estrenó en noviembre de 2011, con Ethan Hawke y Kristin Scott Thomas como protagonistas.
Televisión
Adaptación para TF1 de The Pursuit of Happiness y A Dangerous Relationship del productor Sydney Gallonde. 

## Reconocimientos
- 1998: WH Smith Thumping Good Read Award por The Big Picture.
- 2003: Premio literario Lucien Barrière en el Festival de Cine Americano de Deauville por Losing It (2002).
- 2006: Caballero de las Artes y las Letras.
- 2009: Grand Prix du Figaro, otorgado a Douglas Kennedy por el cuerpo de su obra, con motivo del 25 aniversario de la feria del libro de Fígaro.